# Tim Jost
Tim-Christopher Jost (* 27. November 1985 in Eutin) ist ein ehemaliger deutscher Handballspieler und heutiger Fußballfunktionär. Der Linkshänder wurde auf den Positionen Rückraum und Rechtsaußen eingesetzt. Seit Dezember 2024 ist er für die Bereiche Marketing & Vertrieb in der Geschäftsführung der TSG 1899 Hoffenheim tätig.

## Handball
Während der Jugend spielte der Linkshänder beim THW Kiel/TSV Kronshagen/KHV Kiel in der Kooperation. Von dort wechselte er in die A-Jugend des VfL Bad Schwartau, mit der er die Regionalliga der A-Jugend gewann. Außerdem gehörte er in der B- und A-Jugendzeit zum Kader der Auswahl in Schleswig-Holstein, mit der er am Vier-Länder-Turnier auf Sylt, sowie an der DHB-Sichtung im Bundesleistungszentrum Kienbaum teilnahm. Jost spielte bis Juni 2010 beim OHV Aurich, bei dem er auch mit der ersten Mannschaft Einsätze in der 2. Handball-Bundesliga bestritt; in der Saison 2007/08 und 2008/09 gehört er fest zum Kader der ersten Mannschaft. Ab der Saison 2010/11 spielte er beim Oberligisten HSG Nienburg. Anschließend war er von März bis Juni 2012 bei der HG Jever/Schortens in der Oberliga aktiv. Zur Saison 2012/13 erhielt Jost einen Drei-Jahres-Vertrag beim in der 3. Liga spielenden Stralsunder HV; der Vertrag wurde Anfang Februar 2013 im gegenseitigen Einvernehmen aufgelöst, als Grund wurden das Studium in Emden und die damit verbundenen Fahrtwege angegeben. Am 4. Dezember 2016 gab Jost beim Preetzer TSV in der Oberliga Hamburg - Schleswig-Holstein im Spiel gegen den Oberligaaufsteiger HT Norderstedt sein Comeback.
In Aurich war er als Trainer der D-Jugend tätig.

## Beruf
Jost war bis Frühjahr 2009 Soldat auf Zeit. Ab 2010 studierte er Wirtschaftsmanagement und Betriebswirtschaftslehre in einem dualen Studium an der Fachhochschule Bremen und in Emden. Mit der Auflösung des Dreijahresvertrages beim Stralsunder HV begann der ehemalige Handballer seine berufliche Laufbahn bei Sport1 in Ismaning. Nach drei Jahren in Bayern ging Jost zur Fußballagentur Match IQ nach Hamburg. Zur Saison 2017/18 wurde Jost von Holstein Kiel angestellt. Beim Aufsteiger in die 2. Bundesliga übernahm er den Posten Leiter Sponsoring. Mitte Januar 2023 wechselte er als Direktor Marketing und Vertrieb zum VfL Bochum. Zum 1. Dezember 2024 verließ Jost Bochum und gehörte fortan für die Bereiche Marketing & Vertrieb der Geschäftsführung des Bundesligisten TSG 1899 Hoffenheim an.